# Anglo-egyptiske traktat af 1936
Den anglo-egyptiske traktat af 1936 var en traktat, som blev indgået mellem Storbritannien og kongeriget Egypten. Det officielle, sjældent brugte navn er: The Treaty of Alliance Between His Majesty, in Respect of the United Kingdom, and His Majesty, the King of Egypt. Under betingelserne i traktaten skulle Storbritannien trække alle sine tropper tilbage fra Egypten, undtagen de som var nødvendige for at beskytte  Suez-kanalen og dens omgivelser, hvilket udgjorde 10.000 tropper og hjælpestyrker. Desuden skulle Storbritannien forsyne og optræne Egyptens hær og hjælpe til i dets forsvar i tilfælde af krig. Traktaten skulle vare i 20 år. Den blev forhandlet på plads på Zaafarana paladset, underskrevet i London den 26. august 1936 og ratificeret den 22. december. Den blev registreret i Folkeforbundets League of Nations Treaty Series den 6. januar 1937.
Blandt årsagerne til traktaten var Den anden italiensk-abessinske krig, som var brudt ud i 1935. Kong Farouk var bange for at italienerne måske ville invadere Egypten eller trække landet ind i kampen. Traktaten i 1936 løste ikke spørgsmålet om  Sudan, som under betingelserne i den eksisterende aftale om fælles styre i Sudan angav at Sudan skulle styres i fællesskab af Egypten og Storbritannien, men med den reelle magt i briternes hænder. Med de stigende spændinger i Europa gik traktaten udtrykkelig ind for opretholdelse af status quo. Traktaten blev imidlertid ikke budt velkommen af egyptiske nationalister såsom det Arabiske  Socialist Parti, som ønskede fuld uafhængighed. Den udløste en bølge af demonstrationer mod briterne og Wafd-partiet, som havde støttet traktaten.
Den 23. september efter afslutningen af 2. verdenskrig krævede den egyptiske regering ændringer i traktaten så den britiske militære tilstedeværelse blev afsluttet og også at tillade annektering af Sudan. Efter Wafd partiets sejr ved det boykottede parlamentsvalg i 1950 ophævede den nye regering ensidigt traktaten i  oktober 1951. Tre år senere, og med en ny regering under oberst Gamal Abdel Nasser, indvilligede Storbritannien i at trække sine tropper tilbage i den anglo–egyptiske aftale af 1954. Den britiske tilbagetrækning blev afsluttet i juni 1956. Denne dato betragtes som det tidspunkt hvor Egypten opnåede fuld uafhængighed, selv om Nasser allerede havde indledt en uafhængig udenrigspolitik, som skabte spændinger med flere vestlige Stormagter. 
Efter en pludselig tilbagetrækning af et tilbud fra Storbritannien og USA om at finansiere bygningen af Aswan-dæmningen, nationaliserede Egypten  Suez-kanalen den 26. juli 1956, angiveligt for at betale for dæmningen, om end i virkeligheden var det Sovjetunionen, der leverede det meste af finansieringen. Nationaliseringen var teknisk en overtrædelse af den internationale aftale som Nasser havde underskrevet den 19. oktober 1954, om end han indvilligede i at betale kompensation til aktionærerne. Nogle måneder senere indgik Frankrig, Israel og Storbritannien en hemmelig aftale om at vælte Nasser, og Suez-krisen fulgte.
Suez-krisen bragte den vestlige alliance til et katastrofalt punkt, hvor De forenede Stater blev mistroet af Storbritannien og Frankrig. Sovjetunionen truede Storbritannien, Frankrig og Israel med atombomber, hvis de ikke trak sig ud af Egypten. De forenede Stater bakkede ikke op bag deres britiske og franske allierede og støttede i stedet Sovjetunionens krav om tilbagetrækning.

## Baggrund
I november dannede syv prominente egyptere fra landadelen og den juridiske profession, heriblandt Sa'd Zaghlul, en delegation, eller wafd hvis vigtigste mål var at opnå Egyptens fulde uafhængighed fra Storbritannien. Men da wafd spurgte den britiske højkommissær i Egypten om de kunne repræsentere landet ved fredskonferencen i Paris (1919), afslog han det. Som følge heraf forelagde organisatorerne af delegationen spørgsmålet om uafhængighed for det egyptiske folk, og dette førte til grundlæggelsen af et af de mest populære politiske partier i det moderne Egyptens historie..
Wafd ledere mente, at ideen om uafhængighed og en forfatningsbaseret regering var nært sammenknyttede og de havde nogen som model - briterne. I 1923 blev en forfatning proklameret, og i januar 1924 blev det første valg afholdt, som skulle afgøre hvem der skulle sidde i det nye parlament. Mange europæisk uddannede egyptere mente, at den blotte eksistens af en forfatning og et parlament ville legitimere egyptiske krav om fuldstændig uafhængighed.
Men egyptisk demokratisk uafhængighed løb ind i mange forhindringer. Forfatningen gav stor magt til kongen, herunder magten til at opløse parlamentet. Så kongen brugte sin forfatningsmæssige magt til at slippe af med parlamentet, når de gik imod hans ønsker, hvilket kulminerede i mange perioder med kongeligt styre. Briterne fortsatte også med at blande sig i egyptisk politik, og de tillod ikke at et fuldt uafhængigt politisk apparat blev udviklet. Det lykkedes aldrig for Wafd partiet og andre mindre politiske partier at skabe en koalition, som kunne stå sammen mod briterne, i stedet foragtede de hinanden. Resultatet af disse forhindringer var en konstant magtkamp mellem den britisk-støttede kong Fuad og Wafd partiet, som ønskede fuld uafhængighed fra briterne. 
Det intense ønske om ægte uafhængighed blev kun delvis opfyldt i 1936, da Storbritannien indvilligede i at genforhandle uafhængighedserklæringen fra 1922 på grund af krigen i Abessinien i 1935.

## Eksterne kilder
- "Den fulde traktattekst". Foreign and Commonwealth Office. Arkiveret fra originalen (PDF) 24. september 2012. Hentet 2010-02-23.
- Video af traktatunderskrivelsen